# 南瓜籽

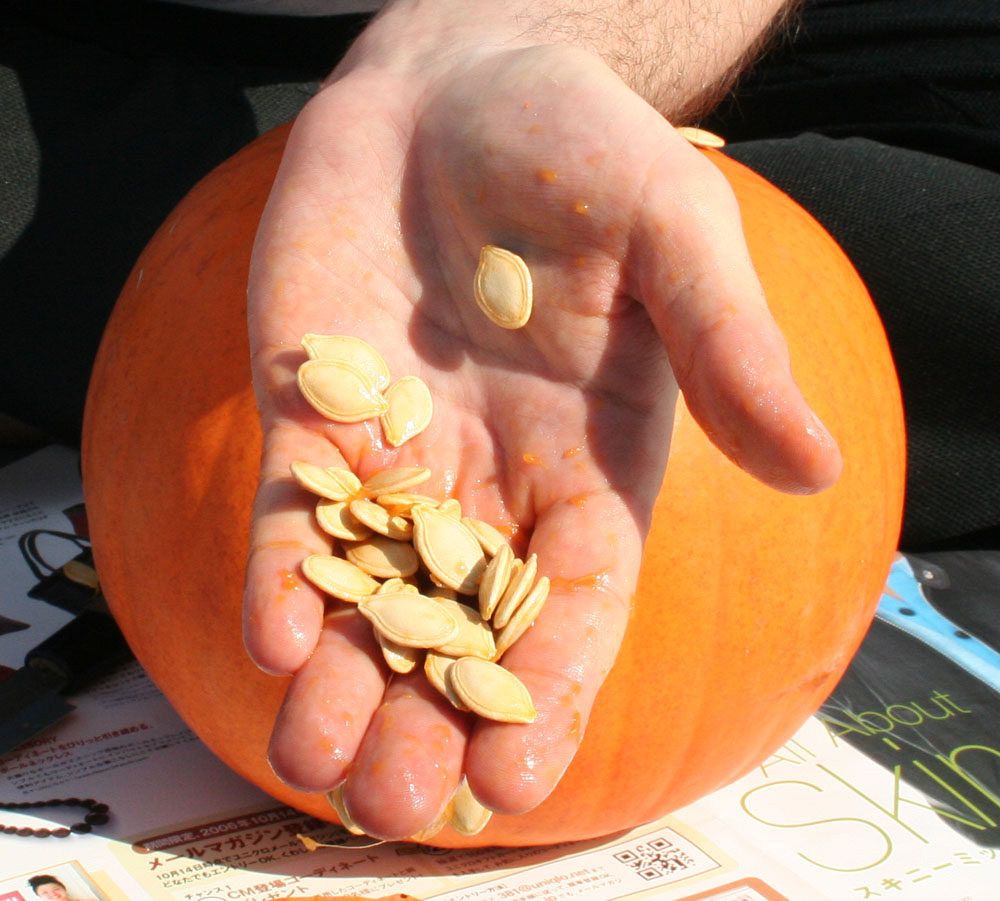
剛從南瓜中取出的南瓜子

南瓜籽是自南瓜（或其他南瓜屬植物）的種子，可以食用，外形扁平，呈鵝蛋形，顏色綠色，但會有一層白色的膜，也有一些有些品種的南瓜子沒有膜。南瓜籽相當營養、有大量的蛋白質、膳食纖維以及許多的微量元素。